# Caterina Gabrielli
Caterina Gabrielli (née le 12 novembre 1730 à Rome et morte le 16 février 1796) était une chanteuse d’opéra italienne du XVIIIe siècle, dans le registre soprano léger.

## Biographie
Surnommée La Coghetta, la petite cuisinière, Soprano léger, Caterina Gabrielli travaille avec Porpora et, selon les mémoires de Carlo Goldoni, fait ses débuts à Lucques en 1747. Elle chante à Naples, puis à Venise (1754), mais sa conduite scandaleuse amène les autorités de Venise à la frapper d’ostracisme. Elle s’installe à Vienne en 1755, y rencontre Métastase qui devient son mentor. Elle conquiert la faveur de l’empereur François Ier. Mais l’impératrice en prend ombrage. Elle est proche de Tommaso Traetta dont elle crée plusieurs œuvres.
Elle part alors en Espagne et inaugure une longue collaboration avec Tommaso Traetta. Elle séjourne à Saint-Pétersbourg où elle enchante Catherine II , puis à Londres.
Elle mène de multiples intrigues sentimentales. Sa liberté de mœurs lui vaut d’être expulsée à plusieurs reprises (Milan, Naples). Merveilleuse actrice, séduisante, elle savait se rendre odieuse, chantant sotto voce si tel était son caprice, mais elle savait à l'occasion se montrer généreuse. Emprisonnée par le vice-roi de Palerme pour avoir refusé de chanter un opéra, elle donne des concerts quotidiens en prison et paie les dettes des prisonniers. Décontenancé, le vice-roi finit par la faire libérer au bout de 12 jours.
Elle se retire à Rome en 1782 au Palazzo Cesarini. Caterina Gabrielli est décédée à Rome le 16 février 1796, selon le registre des décès de la paroisse de San Celso .
Sa sœur Francesca Gabrielli, mezzo-soprano, joue souvent auprès d’elle les rôles de seconda donna.